# Pseudosporochnales
Die Pseudosporochnales sind eine ausgestorbene Pflanzengruppe, die systematisch nahe der Basis der Farne steht. Mit Eospermatopteris gehören ihr die ältesten bekannten baumförmigen Pflanzen an. 

## Merkmale
Viele Vertreter der Pseudosporochnales werden heute als baumförmig angesehen. Bei einigen Vertretern stehen an den letzten Verzweigungen dreidimensionale Anhängsel, bei anderen abgeflachte, laubblattähnliche Strukturen. Die Sporangien stehen terminal und sind meist paarig. Bei einigen Vertretern sind sie zu Gruppen zusammengefasst und stehen in Pseudowirteln. Alle Arten werden als homospor (nur gleich große Sporen) angesehen.

## Systematik
Die Pseudosporochnales werden aufgrund ihrer Stelenstruktur zu den Cladoxylopsida gestellt. 

### Cladoxylon
Die Gattung Cladoxylon wurde 1856 von Unger für anatomisch erhaltene Sprossachsen aufgestellt. Heute wird die Gattung von den meisten Autoren als Formgattung für versteinerte Sprossachsen mit einer charakteristischen Anatomie verwendet, wobei das primäre Xylem zumindest teilweise in Segmente gegliedert ist. Cladoxylon radiatum stammt aus dem Mississippium von Deutschland. Die Sprossachsen haben einen Durchmesser von bis zu 6,5 cm und besitzen rund 17 Stelensegmente. Die Seitenzweige stehen spiralig. Es gibt nur primäres Xylem mit Leitertracheiden. Im Grundgewebe des Stammes kommen dickwandige Zellen vor. Bei der Entstehung von Seitenachsen zweigen vier bis sechs Xylemarme in den Blattstiel ab, verzweigen sich weiter und bilden einen abgeflachten Ring aus bis zu acht Xylemsträngen. Bei der nur 3,5 cm im Durchmesser messenden Cladoxylon taeniatum befinden sich im Stamm zwei Stelen-Zonen. Rund um die Stammperipherie befinden sich zahlreiche, aber weniger als 20 radial verlängerte Xylemstränge; im Zentrum des Stammes befinden sich drei bis vier zylindrische Xylemstränge. Jeder von diesen produziert bipolare Blattspuren (mit zwei Protoxylem-Polen). 
Aus dem Mississippium von Schottland wurden mehrere Funde mit cladoxylopsider Anatomie beschrieben. Cladoxylon waltonii ist von Sprossachsen und Blattstielen von zwei Größenklassen bekannt. Die eine Gruppe umfasst radialsymmetrische Stämme mit einem Durchmesser von unter 1,2 cm und schraubig angeordneten Blattstielen mit clepsydroid-artigen (hantelförmigen) Xylemsträngen. Die zweite Gruppe umfasst kleine Stämme von 2 bis 7 mm Durchmesser mit wechselständigen Blattstielen. Die größeren Stämme umfassen 9 bis 15 Xylem-Arme, die kleineren 4 bis 9, die in einer U-Form stehen. 

### Polyxylon
Polyxylon australe aus dem Oberdevon Australiens hat kleine Sprossachsen mit 2,7 cm Durchmesser. Im Querschnitt sieht man 19 längliche, mesarche Arme primären Xylems (mesarch: das Protoxylem befindet sich in der Mitte des Metaxylems, die Reifung des Xylems erfolgt von der Mitte nach innen wie außen). Jeder der Arme verzweigt sich am Ende dichotom und bildet zumindest sechs Spuren, die in die wirtelig stehenden Seitenachsen ziehen.

### Hierogramma
Von Hierogramma sind kleine Sprossachsen bekannt, die ein bilaterales Gefäßsystem mit zwei länglichen Xylembändern haben, eine davon ist T-förmig. Etwas höher wird das Gefäßsystem dann U-förmig. Bei Hierogramma mysticum gehen die Blattspuren wechselständig als kleine, kreisrunde Stränge ab.

### Pseudosporochnus
Pseudosporochnus nodosus wurde als kleiner Baum mit knolliger Basis rekonstruiert. Er dürfte 2 bis 4 m hoch gewesen sein. Die Seitenachsen dürften nach einer gewissen Zeit abgeworfen worden sein. Die Seitenzweige verzweigten sich mehrmals dichotom. Die letzten Verzweigungen sind dreidimensional. Sterile und fertile Einheiten sind kaum unterschieden, letztere besitzen Paare sitzender, ellipsoidischer Sporangien. Die Sporangien sind bis 3 mm lang. Die Sporen sind nicht bekannt. An allen Teilen der Pflanzen befinden sich rund-längliche Strukturen, diese stellen Nester von Rinden-Fasern dar. 
Pseudosporochnus hueberi stammt aus dem Mittel- bis Oberdevon des östlichen New York. Die Achsen sind bis 58 cm lang und haben einen Durchmesser von mehreren Zentimetern. In der Hauptachse gibt es 40 bis 50 Xylem-Segmente, in den Seitenachsen 20 bis 25. 

### Wattieza
Wattieza givetiana stammt aus dem Mitteldevon von Belgien. Es gibt auch Funde aus Venezuela. Die Zweige sind noch stärker verzweigt als bei Pseudosporochnus, die letzten Achsen sind dreidimensional. 

### Lorophyton
Lorophyton aus dem Givetium besitzt gabelige Wurzeln, die Seitenzweige sind teils dichotom verzweigt. Die letzten Seitenachsen verzweigen sich ebenfalls dichotom. Die fertilen Einheiten bestehen aus zurückgebogenen letzten Segmenten, an jedem von diesen stehen zwei Sporangien.

### Eospermatopteris
Eospermatopteris wurde erstmals 1924 von Winifred Goldring beschrieben anhand von Funden aus dem Mitteldevon von Gilboa (New York). Damals waren nur Stammausgüsse bekannt. Es wurde geschätzt, dass die Pflanze rund 9 bis 12 m hoch gewesen ist, mit massiven, farnartigen Wedeln und Samen an den Enden der Zweige. Eospermatopteris wurde somit einige Zeit als der älteste Samenfarn angesehen. 2007 wurden weitere Funde veröffentlicht. Diese Funde zeigten, dass Eospermatopteris eine Krone aus kurzen, aufrechten Zweigen vom Typ Wattieza besaß, die fingerartig verzweigt sind und deren letzte Anhängsel dreidimensional verzweigt sind. Echte Blätter fehlen. Die Funde legen nahe, dass die Pflanze rund 8 m hoch war. Die Zweige wurden regelmäßig abgeworfen und durch neue Zweige an der Spitze der Pflanze ersetzt. 

### Pietzschia
Pietzschia ähnelt anatomisch Pseudosporochnus. Die Stämme haben einen Durchmesser von rund 2,5 cm und besitzen einen Zylinder aus radial angeordneten Xylem-Platten. Bei Pietzschia polyupsilon aus der New Albany Shale von Kentucky beträgt die Anzahl der Xylemsegmente 54. An manchen Stellen befinden sich zwischen den Xylemsegmenten Sklerenchymplatten. Die Spur in die Seitenachsen wird von vier Bündeln gebildet. Etwas weiter von der Abzweigung bilden diese Stränge einen invertierten U-förmigen Strang. Die Hauptachse von Pietzschia polyupsilon hatte determiniertes (begrenztes) Wachstum, die Seitenachsen waren wirtelig angeordnet. Pietzschia levis aus dem unteren Famennium (Oberdevon) von Marokko besitzt Grundgewebe mit Aerenchym und lebte in Feuchtgebieten. Pietzschia schulleri, ebenfalls aus dem Famennium von Marokko, besitzt ausschließlich primäres Gewebe. Der Stammdurchmesser ist häufig über 15 cm, der Stamm hat sowohl zentrale wie auch periphere Xylemstränge. 

### Xenocladia
Für Xenocladia aus dem Mittel- bis Spätdevon wurde eine Lianen-Wuchsform vorgeschlagen. Exemplare von Xenocladia medullosina haben einen Durchmesser von rund 10 cm und besitzen sekundäres Xylem.

### Stenoxylon
Stenoxylon besitzt reichlich sekundäres und reduziertes primäres Xylem. Stenoxylon ludwigii besitzt Gefäßsegmente, die anastomosieren und so ein komplexes Netzwerk von Gefäßsystemen bilden. Am Stamm stehen zahlreiche kleine Blattstiele in schraubiger Anordnung. Stenoxylon irvingense aus der New Albany Shale hat auf einer Seite des Xylemarms eine stärkere Bildung sekundären Xylems als auf der anderen. Die Gefäßbündel sind eher kreisrund. Im parenchymatischen Grundgewebe gibt es unregelmäßige Streifen dickwandiger Fasern.

### Rhymokalon
Rhymokalon trichium aus dem Oberdevon von New York ist von bis 3 cm dicken Sprossachsen bekannt. Die Seitenachsen zweiter und dritter Ordnung stehen in schraubiger Anordnung. Querschnitte zeigen einen vielrippigen Strang primären Xylems von unter 1,8 cm Durchmesser. Das Xylem besteht aus Tracheidenplatten, zwischen denen sich Parenchym befindet. Das Metaxylem besitzt Leiter- und Tüpfeltracheiden. Die Rinde besteht aus länglichen Parenchymzellen. 

### Polypetalophyton
Polypetalophyton stammt aus dem späten Devon Chinas und wurde 2003 erstbeschrieben. An jedem Knoten stehen vier Seitenzweige, die Internodien dazwischen sind lang. Das Gefäßsystem besteht aus mehreren streifenförmigen, an der Peripherie befindlichen Strängen primären Xylems. In der Mitte der Achse befindet sich ein zentrales, kreisrundes Leitbündel. Die Sporangien sind endständig an fertilen Zweigen. Die sterilen endständigen Segmente sind abgeflacht und entsprechen dem Typ Sphenopteridium.

### Calamophyton
Calamophyton ist eine wenige Dezimeter hohe Pflanze mit aufrechtem Stamm, gelegentlich mit dichotomer Verzweigung im Spitzenteil. An diesem saßen dünne Seitenzweige an, die nahe dem Stamm an einem Trenngewebe periodisch abgeworfen wurden. Die meist separat fossil erhaltenen Seitenzweige gehören zu einem Stamm, der als Formtaxon Duisbergia mirabilis Kräusel et Weyland beschrieben worden ist, die Zusammengehörigkeit wurde 2013 bemerkt.
Weitere Gattungen, die anatomisch den Pseudosporochnales entsprechen, sind Syncardia, Voelkelia und Arctopodium.

## Belege
- Thomas N. Taylor, Edith L. Taylor, Michael Krings: Paleobotany. The Biology and Evolution of Fossil Plants. Second Edition, Academic Press 2009, ISBN 978-0-12-373972-8, S. 388–398.